# كأس القارات لكرة السلة 1979
كأس القارات لكرة السلة 1979 هو الموسم 12 من  كأس القارات لكرة السلة. أشرف على تنظيمه الاتحاد الدولي لكرة السلة، وكان عدد الأندية المشاركة فيه  5، وفاز فيه نادي سيريو لكرة السلة.